# پورتلند (داکوتای شمالی)
پورتلند(به انگلیسی: Portland) شهری در ایالت داکوتای شمالی کشور ایالات متحده آمریکا است که جمعیت آن در سرشماری سال ۲۰۱۰ میلادی، ۶۰۶ نفر بوده‌است.